# Daluoquan He
Daluoquan He är ett vattendrag i Kina. Det ligger i provinsen Jilin, i den nordöstra delen av landet, omkring 250 kilometer söder om provinshuvudstaden Changchun.
Genomsnittlig årsnederbörd är 1 123 millimeter. Den regnigaste månaden är juli, med i genomsnitt 335 mm nederbörd, och den torraste är januari, med 11 mm nederbörd.